# Rivière Anderson
Pour les articles homonymes, voir Anderson.
La rivière Anderson est un cours d'eau qui coule dans les Territoires du Nord-Ouest au Canada. Elle se jette dans la mer de Beaufort à l'est du delta du fleuve Mackenzie. Plusieurs lacs lui servent de source, notamment le lac des Bois. Elle coule sur 692 km dans la toundra.
Elle tient son nom de James Anderson, ancien responsable de la région pour la Compagnie de la Baie d'Hudson.
Un important refuge d'oiseaux migrateurs se trouve à l'embouchure de la rivière. Le Delta de la rivière Anderson (Anderson River Delta) a été désigné en 1961 et occupe une superficie de 102 500 ha.